# Асано Ёсинага
Асано Ёсинага (яп. 浅野 幸長;1576 – 9 октября 1613) – японский даймё периода Сэнгоку и Эдо.

## Биография
Асано Ёсинага родился в Одани, в районе Асаи провинции Оми, в 1576 году, старший сын Асано Нагамасы. Его первый бой был при осаде Одавары в 1590 году. В 1593 году, вместе со своим отцом, он получил владения в провинции Каи. Хотя семья Асано должна была быть отправлена в провинцию Ното в результате их причастности к предполагаемой измене Тоётоми Хидэцугу, благодаря вмешательству Маэды Тосииэ им разрешили остаться в провинции Каи.
Ёсинага добился успеха вместе со своим отцом в 1597 году, во время осады Ульсана, когда они защищали крепость под командованием Като Киёмаса. После битвы при Сэкигахаре, семья Асано была перемещена в домен Вакаяма, в провинции Кии. Позже семья переместилась в Хиросиму.